# Antoine Gombaud
Antoine Gombaud, Caballero de Méré (Poitou, 1607 - 29 de diciembre de 1684), fue un escritor francés. Aunque no pertenecía a la nobleza, adoptó el título de Chevalier (Caballero) para asignárselo al personaje de sus diálogos que representaba sus propias opiniones (Chevalier de Méré porque se educó en Méré). Posteriormente, sus amigos empezaron a llamarle de esa forma.
Al igual que muchos pensadores liberales del siglo xvii, Gombaud desconfiaba tanto del poder hereditario como de la democracia. Creía que la mejor forma de resolver las cuestiones que se planteaban era en discusiones abiertas entre personas inteligentes, ingeniosas y a la moda. Esta escuela de pensamiento degeneró en el dandismo y murió como escuela filosófica organizada con la Revolución francesa.
Los ensayos más conocidos de Gombaud son L'honnête homme (El hombre honesto) y Discours de la vraie honnêteté (Discurso de la auténtica honestidad), pero es más conocido por su contribución a la teoría de la probabilidad. Era un matemático aficionado que se interesó en un problema que data de la Edad Media, si no antes: el problema de la partida interrumpida. Supóngase que dos jugadores acuerdan jugar un determinado número de partidas, digamos, jugar al mejor de siete, y se les interrumpe antes de que puedan terminar la tanda. ¿Cómo debería repartirse el dinero apostado si, por ejemplo, uno ha ganado tres partidas y el otro una? Siguiendo sus métodos de salón, Gombaud se unió al salón de Mersenne para resolverlo. Dos matemáticos de renombre, Blaise Pascal y Pierre de Fermat, aceptaron el desafío y establecieron en una serie de cartas la fundación de la teoría moderna de la probabilidad.